# Janvier Suchodolski
Janvier Suchodolski ou encore January Suchodolski (Grodno, 19 septembre 1797 - 20 mars 1875, Bojmie, près de Siedlce) est un peintre et un militaire polonais. Suchodolski est le frère du célèbre poète Rajnold Suchodolski (en), dit Rajnolda.

## Biographie
Dans les années 1810, il sert dans l'armée du Duché de Varsovie.
Comme ses frères, il participe à l'insurrection de novembre 1830. À la suite de l'échec de celle-ci, il décide de ne pas fuir la Pologne. Il est assigné à résidence, et obtient bientôt une bourse artistique du gouvernement.
De 1832 à 1837, Suchodolski étudie à Rome, où il est l'élève d'Horace Vernet. 
Puis il retourne en 1837 à Varsovie. 
En 1860, il est l'un des fondateurs de la société pour l'encouragement des arts à Varsovie. 
Suchodolski devient célèbre pour ses peintures de scènes historiques ou de batailles. Il y dépeint notamment des portraits romantiques de patriotes polonais, qui feront, avec ses portraits de chevaux, toute sa renommée.